# Observatório Astronômico de Santana

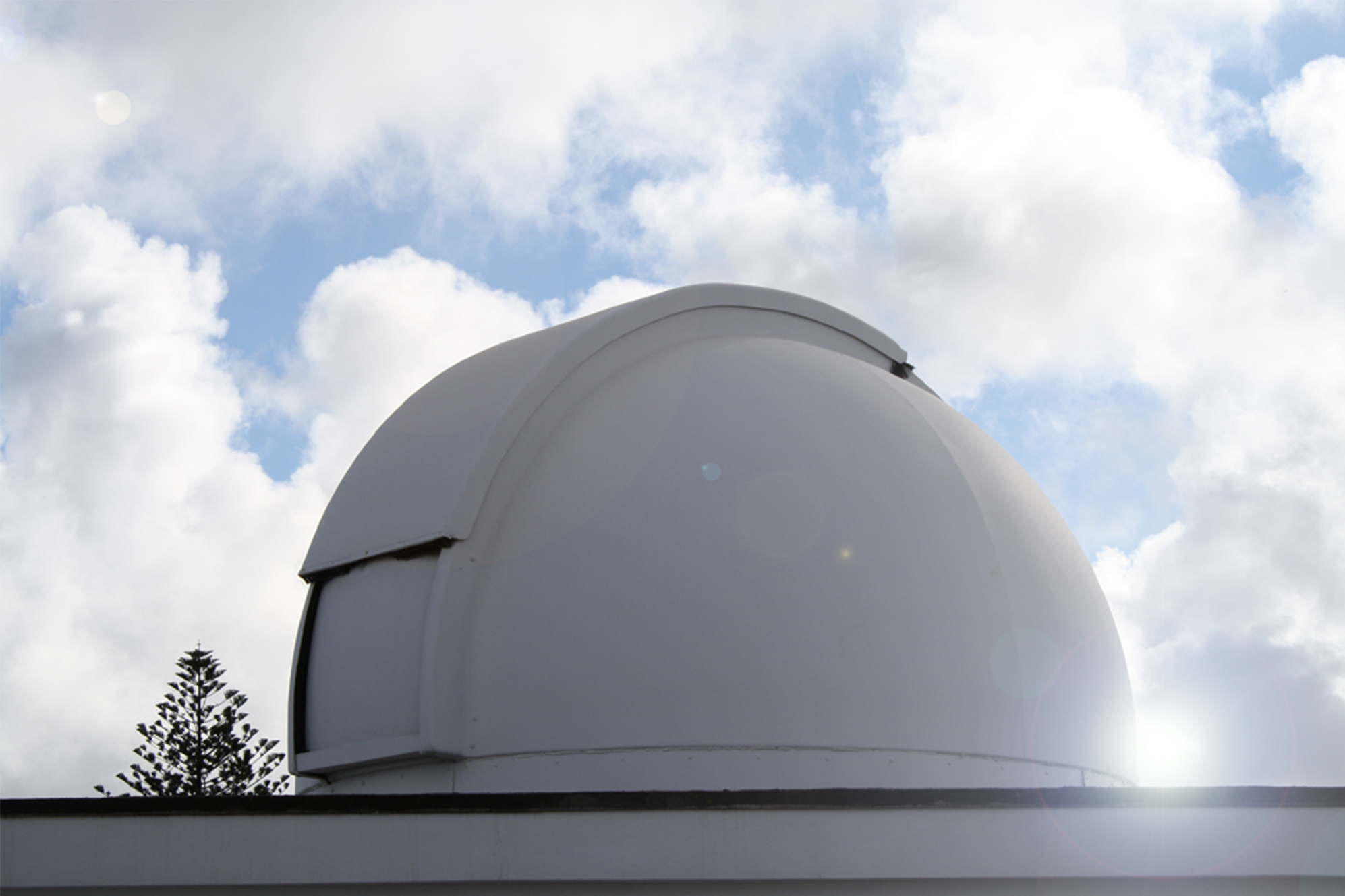
Cúpula do Observatório Astronómico de Santana.

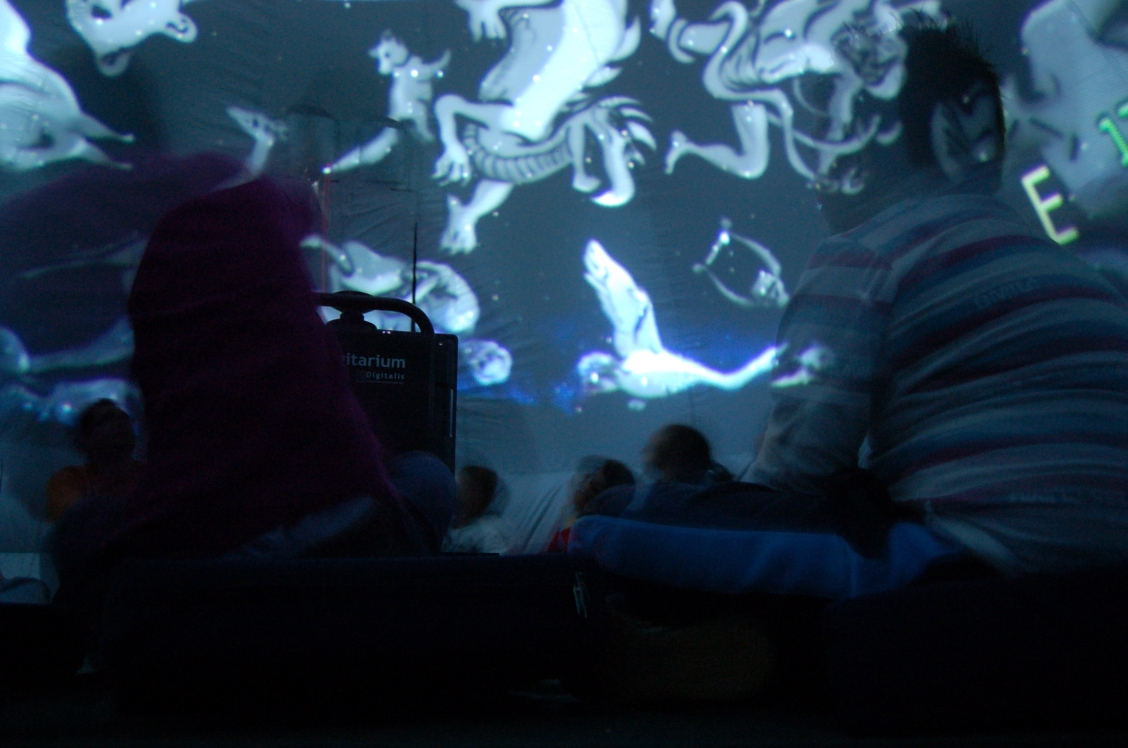
Sessão de Stellarium no Planetário Digital Móvel.

O Observatório Astronómico de Santana, Açores (OASA) - Centro de Ciência da Ribeira Grande localiza-se na vila de Rabo de Peixe, concelho da Ribeira Grande, na ilha de São Miguel, nos Açores. Integra a rede de centros Ciência Viva e tem como principal objetivo a divulgação científica no âmbito das temáticas relacionadas com a Astronomia.
Inaugurado em 12 de Setembro de 2004, encontra-se sob a gestão da Fundação para o Desenvolvimento Sócio-Profissional e Cultural de Ribeira Grande, desde 30 de Julho de 2009, por iniciativa da Câmara Municipal de Ribeira Grande, através de um protocolo de cooperação com a Secretaria Regional da Ciência, Tecnologia e Equipamentos.
Além de exposições, o OASA dispõe de todo o material necessário para ser um ponto de encontro para astrónomos amadores e um apoio interativo e didático aos programas escolares que abordem temas científicos.

## Atividades disponíveis no OASA
- Sessões no planetário digital móvel
- Observações do Céu Noturno e Diurno
- Oficinas de Astronomia
- Exposição “Porquê o Espaço?”[2]
- Exposições e Módulos Interativos
- Didática laboratorial
- Espaço Multimédia
- Palestras, Formações e Workshops